# Ioan Mircea Pașcu
Ioan Mircea Pașcu (Satu Mare, 17 febbraio 1949) è un politico rumeno.

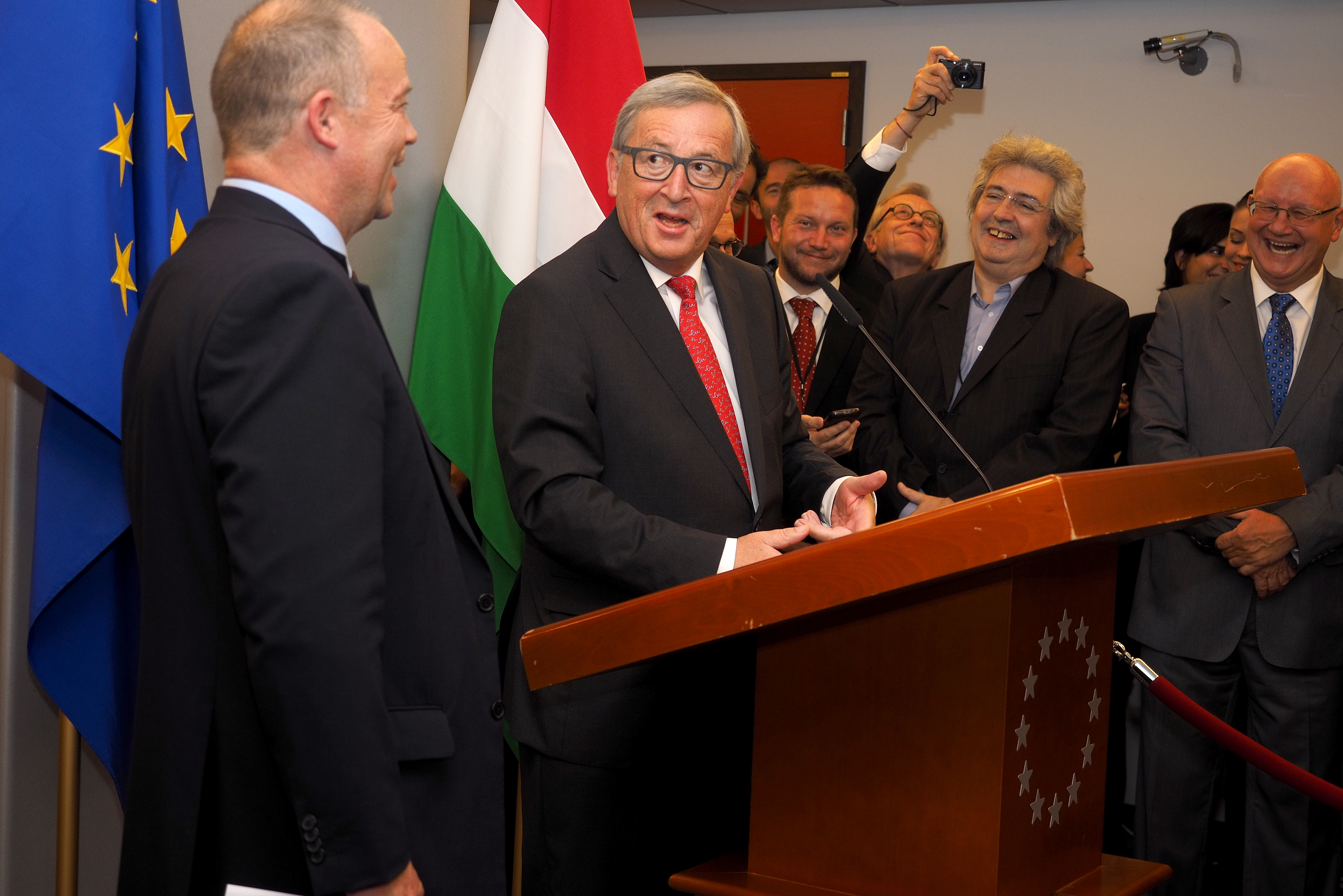
Ioan Mircea Pașcu ultimo in fondo alla destra di Jean-Claude Juncker, il 15 settembre 2015

Membro del Partito Social Democratico e vicepresidente del Parlamento europeo dal 12 novembre 2014 al 1º luglio 2019, professore del corso sui grandi temi della politica mondiale, della politica estera della Romania, delle relazioni esterne dell'Unione europea detenute presso il Dipartimento delle Relazioni Internazionali e l'integrazione europea SNSPA.

## Biografia
Ion Mircea Pașcu è sposato e padre di tre figlie. È uno dei fondatori della Scuola nazionale di studi politici e amministrativi e del Dipartimento di Relazioni internazionali dal 1990 al 1996.
Nel 2002 è stato insignito con decreto del Presidente Ion Iliescu, dell'Ordine Nazionale "Stella della Romania", con rango di cavaliere.
Le posizioni chiave che hanno contribuito al successo della riforma necessaria nel processo istituzionale di integrazione della Romania nelle strutture euro-atlantiche lo rende una delle voci più autorizzate in materia di politica estera, di sicurezza e di difesa in Romania.
Laureatosi nel 1971 presso l'Accademia degli studi economici di Bucarest alla Facoltà di Commercio estero, nel 1980 ha ottenuto il titolo di dottore dell'Istituto di studi politici.